# Волога
Волога (рос. влага, англ. moisture, нім. Feuchtigkeit f, Nässe f) — вода, що міститься в речовині, наприклад, мінералі в його природному стані і не відділяється від його частинок без прикладення зовнішніх зусиль.
Розрізняють такі види вологи:
- адсорбційну — у вигляді молекул води, які утримуються на поверхні мінералу поверхневими силами і можуть бути видалені дією механічних сил або теплової енергії;
- гідроксильну — у вигляді гідроксильних груп аніонів ОН−;
- молекулярну — у вигляді води, що утримується силами молекулярної взаємодії (як на зовнішній, так і на внутрішній поверхні);
- конституційну — у вигляді води, що входить в кристалічну ґратку мінералу і потребує для свого видалення високих температур;
- капілярну — у вигляді води капілярних пор, тріщин та ін. порожнин мінералу;
- кристалізаційну, яка входить до складу молекул речовини.

Така класифікація виникла історично і має свої вади, зокрема близькість понять «адсорбційна» та «молекулярна» волога. Загальноприйнятою в нашій країні є класифікація видів вологи у твердих матеріалах П. Ребіндера, який розподіляє їх за енергією зв'язку з твердим тілом на:
- хімічно зв'язану (гідроксильну та кристалізаційну);
- фізико-хімічну (адсорбційну);
- фізико-механічну (капілярну і вільну). Ця класифікація знайшла найбільше застосування в теорії термічної сушки матеріалів. Найповніша класифікація видів вологи стосовно умов механічного зневоднення матеріалів запропонована українськими вченими (2000 р.).

Волога поділяється на дві великі групи — внутрішню та зовнішню. Внутрішня — на вологу хімічного зв'язану, капілярну внутрішню, вологу макропор. Капілярна внутрішня — на вологу мікропор, мезопор (підгрупи адгезійної та міцно зв'язаної). Волога макропор поділяється на капілярну, плівкову (підгрупи міцно зв'язаної та адгезійної), гравітаційну. Зовнішня волога поділяється на хім. зв'язану та гравітаційну (вільну), плівкову (міцно зв'язану та адгезійну) і капілярну зовнішню. Див. також вода адсорбційна, вода гідроксильна, вода кристалізаційна, вода молекулярна, вода конституційна.

## Різновиди
ВОЛОГА ВУГІЛЛЯ — баластна домішка, наявність якої знижує теплотворну здатність вугілля. Для практичних цілей застосовують таку класифікацію видів вологи вугілля:
- з о в н і ш н я — включає адсорбційну та капілярну, яка може видалятися механічними засобами та термічною сушкою — це частина загальної вологи, яка видаляється при його висушуванні до повітряно-сухого стану;

- волога п о в і т р я н о — с у х о г о вугілля — головним чином є адсорбційно-зв'язаною, що перебуває в гідродинамічній рівновазі з навколишнім середовищем (рівнозначний показник — гігроскопічна волога);

- з а г а л ь н а В.в. — сумарна величина зовнішньої та гігроскопічної вологи вугілля;

- п і р о г е н е т и ч н а волога вугілля — та волога, яка не видаляється з вугілля та його мінеральних домішок при температурах визначення загальної вологи та її складових, але видаляється в процесах термічного розкладу вугілля (коксування, напівкоксування, прокалювання);

- г і д р а т н а — волога мінеральних домішок вугілля.

Розрізняють також вологу аналітичної проби — вміст вологи в пробі з крупністю зерен менше 0,2 мм. Загальна волога в розрахунку на робочий стан вугілля — один з головних показників його якості. Масова частка її знижується з підвищенням ступеню метаморфізму вугілля від 60% та більше в м'якому вугіллі бурому, до 40-17% у щільному вугіллі бурому, від 16 до 3-5% у кам'яному; в антрацитах Wr
t коливається в межах 4−6%. У неокисненому кам'яному вугіллі та антрацитах значення близькі до величин максимальної вологоємкості Wmax, в окисненому кам'яному і бурому вугіллі Wmax та Wr
t можуть суттєво відрізнятися.
ВОЛОГІСТЬ ГІРСЬКИХ ПОРІД — міра насиченості водою пор, тріщин та інш. пустот гірських порід у природних умовах. Розрізняють вагову вологість гірських порід — відношення маси води, що міститься в зразку, до його маси після висушування; об'ємну вологість гірських порід — відношення об'єму води в зразку до об'єму зразка; приведену вологість — відношення об'єму води в зразку породи до об'єму її скелета; відносну вологість гірських порід — відношення об'єму води в зразку до об'єму пор в ньому. Вологість в лабораторних умовах визначається ваговим методом (висушування породи при 105−110 °C і подальше її зважування), в масиві гірських порід — методами, що базуються на кореляції різних фізичних властивостей породи (теплопровідності, електропровідності та ін.) з вологістю гірських порід. Найбільшу здатність насичуватися вологою мають торф, буре вугілля, туф, глина, лес. У залежності від мінерального і ґранулометричного складу порід, форми частинок та ін. співвідношення кількості різних видів води в породах може бути різним. Наприклад, піски містять в основному гравітаційну воду; глини, лес і суглинки — молекулярну і капілярну. У кварцових пісках вміст молекулярної води бл. 0,2%, в лесі 5%, в глинах 10-30%. Волога гірських порід — одна з найважливіших характеристик порід і корисних копалин. Зволоження гірських порід змінює практично всі їхні фізичні властивості. Вологість корисних копалин регламентується державними стандартами.
ВОЛОГІСТЬ ТВЕРДИХ ГОРЮЧИХ КОПАЛИН — міра насиченості горючих копалин водою, як правило відсотковий вміст загальної вологи у вугіллі (антрациті тощо). Визначається відношенням маси зовнішньої вологи та вологи повітряно-сухого вугілля до маси вихідної проби вугілля. Вологість твердих горючих копалин пов'язана як з генетичними факторами торфо- і вуглеутворення та умовами залягання вугілля в надрах, так і з засобами їх видобутку, зберігання і переробки. Вся волога, яка міститься у твердих горючих копалинах, які знаходяться у природних умовах, називається природною (Wпр). Розрізняють загальну вологість на суху масу (Wd
t) або загальну робочу вологість (Wtr) видобутого вугілля. При зберіганні вугілля у відкритих приміщеннях частина вологи втрачається за рахунок випаровування і має назву зовнішньої (Wex), волога, яка залишається при цьому у вугіллі — гігроскопічна волога (Wh), або волога повітряно-сухого палива. Внутрішню або гігроскопічну вологу називають також адсорбційною, лабораторною або вологою аналітичної проби (Wa). Аналітичною називають пробу, відібрану та підготовлену до аналізу відповідно до вимог стандартів з розміром частинок менше 0,2 мм. Викопне вугілля, з якого видалена зовнішня волога, називають повітряно-сухим, якщо видалена і внутрішня волога — абсолютно сухим. Вологість твердих горючих копалин залежить від генетичного типу і ступеня вуглефікації. Вологість аналітичної проби (Wa) становить: торфу — до 30-45%; бурого вугілля: гуміти — 5-25%, ліптобіоліти — 5-8%, сапропеліти — 4-8%; кам'яного вугілля Донбасу марок: Д — до 9%, Г — до 5%, Ж — до 3,5%, К — до 2,5%, ОС — до 1,5%, П — до 1,0%, А — до 4,0%, ліптобіоліти — 1,5-3,0%, сапропеліти — до 2,5%, горючі сланці — 4,5%. В одному і тому ж вугіллі найбільшу вологість має вітриніт, найменшу — фюзиніт (інертиніт). Вологість вугілля впливає на його технологічні та фіз.-хім. властивості — окиснення, самозаймання, спучування, хід процесу коксування тощо. 

Сушильна шафа (лабораторне обладнання) - використовується при визначенні вологості гірських порід, вугілля тощо

Методи визначення вологості твердих горючих копалин стандартизовані і в основному пов'язнані з процесом сушки. Розрізняють звичайні і пришвидшені методи визначення вологості твердих горючих копалин. Крім того, розроблені способи визначення масової частки вологи методом дистиляції, на основі контролю електропровідності вугілля у високочастотному електричному полі. Останні використовуються для автоматичного контролю вологості вугілля в його потоці (на конвеєрі). Див. вологомір.